# 三一式60公釐迫擊炮
31式60公釐迫擊砲為抗日戰爭時期50兵工廠仿製法國布朗德60公厘迫擊炮所產製的迫擊炮，也是抗戰時期中國生產數量最大的火炮。

## 簡介
在二十式82公釐迫擊砲逐漸廣泛配發到第一線之後，國民政府進一步的希望提升步兵單位的隨身火力，因此要求五十兵工廠進行60公釐輕迫擊炮的研發。國民政府在在民國二十八年（1939年）自法國購得布朗德60公厘與120公厘迫擊炮，在同年秋季起指示兵工署第五十兵工廠進行設計以及材料簡化，簡化項目包括：
1. 合金鋼製炮管改由普通鑄鋼，後以庫存老舊三吋炮彈炮管應急
2. 鋼製炮架改為木製炮架，後以鋁合金炮架取代
3. 底板改為生鐵製，後因鑄鋼材料獲得國產來源，因此恢復鋼製底板[1]

不過，這項低配版研發計畫在民國三十年（1941）7月結束，由於國際環境的轉變，國民政府獲得外援的彈性增加，兵工署在此時要求五十廠直接仿製法國布朗德60毫米迫擊炮。五十廠在1年內完成生產線建立，並自美國購買炮身用鋼6,000門，在性能上達到與原版相同標準，並於1941年起量產配發國民革命軍部隊之排級火力支援武裝。
雖說三一式的設計直接複製國外產品，不過量產型的炮管略短於原版，使用的炮彈則比原廠來的重，因此在射程上縮減了25%左右。
三一式60迫炮和同時間軍援提供的M2迫擊炮配備部隊，起初開始配發的單位是中國遠征軍，在遠征軍三十二年軍暫行編制中，為步兵連下增加一個迫砲班，配備3門60迫砲。這個編制到實際發動滇西反攻作戰時增編成迫砲排，配備6門60迫砲。在缺乏步兵炮編裝的情況下，60迫砲成為國軍基層最倚重的支援火力。理想上遠征軍的步兵團會編制有54門60迫砲，整個步兵師需要編裝量達162門。而後遠征軍編制改制為三十四年甲種軍，60迫砲的數量縮編回迫砲班，但60迫砲被降編成排屬武器，因此步兵連編制的60迫砲增加到9門，按照三角師的三三制編制邏輯，步兵師會配備243門60迫炮，更加強化了基層步兵的火力。而在滇西反攻作戰的經驗中，60迫砲因最低只需2人即可操炮，也可加入散兵中共同戰鬥，強化了遠征軍部隊在近戰的火力優勢，抵銷日軍在白刃戰戰術的效用。

## 生產
原先五十廠預計產能可達到每月100門，但量產前期因為其他裝備的生產（二九式150公厘迫擊炮的改裝以及三十式戰防炮的製造）因此直到抗戰後期三一式才達到最大產能，但是五十廠的月產能不足配發一個步兵師，對龐大的國民革命軍來說杯水車薪，因此軍委會除了既續以駝峰航線引進軍援的美製60迫砲配備給滇緬遠征軍部隊，兵工署也開始尋覓國內尚有餘力與技術的兵工廠投入量產；由於五十廠在逆向工程時建立了所有藍圖以及加工規格標準，因此其他兵工廠以同樣藍圖進行加工即可製造相同成品，十廠在抗戰末期加入三一式生產，國共內戰時期四四廠以及九十廠也有少量生產此款迫擊炮。

國共內戰後，中華人民共和國仍然保留了這款迫擊炮的生產並持續配發至步兵部隊，直到1961年才以此款迫擊炮的再制版本63式迫擊炮汰換三一式的任務。

中華民國政府遷移台灣之後，中華民國陸軍因國共內戰導致大量武裝損失急需補充各式武器，但是抗戰時期遷移至西南方的各大兵工廠並未搬遷至台灣，使得武裝來源一度面臨中斷危機，此時1948年從上海搬遷至台灣南港的兵工署駐滬修理處戰車製造廠在隔年（1949年）改組成為兵工署第61兵工廠（簡稱61廠，日後改制為202兵工廠），為了延續兵工廠生產維持人員生計因此主動爭取製造任務。

61廠原本非專業火炮製造工廠，因此根本沒有任何專業的火炮製造機具以及員工，除此之外，31式迫擊炮的相關製造工程圖全部都留在大陸，因此沒有任何書面參考資料，61廠唯一倚仗的是擁有火炮製造經驗的呂則仁上校。在呂則仁的交涉下61廠從兵工署處取得一門31式60公釐迫擊砲當實樣，如同當年50廠，61廠以逆向工程的方式重繪31式的零件藍圖，在缺乏製炮工具機的狀況下整門原型炮幾乎全是以手工打造，迫炮底板是以手工方式將將鐵板燒紅後敲打而成。

61廠使用一個多月的時間仿製完成31式，並於1949年（民國38年）8月原型砲通過兵工署檢驗後開始量產，至1952年（民國41年）共生產2,113門同型裝備，但同時部隊當中也兼用M2迫擊炮。中華民國服役的三一式要直到1980年代T-75 60公釐迫擊砲服役後才告退役，比中華人民共和國慢了20年以上才完全退休。
| 三一式歷年產量（僅計算國民政府控制時期產能） |        |      |      |      |      |      |      |      |      |      |      |      |      |            |
| 年份                                         |        | 1941 | 1942 | 1943 | 1944 | 1945 | 1946 | 1947 | 1948 | 1949 | 1950 | 1951 | 1952 | 總數（門） |
| 產量                                         | 五十廠 | 200  | 800  | 900  | 1500 | 2200 | 4500 | 8390 | 8390 | 8390 |      |      |      | 18490      |
|                                              | 十廠   |      |      | 2770 | 2770 | 2770 | 8515 | 8515 | 8515 | 8515 |      |      |      | 11285      |
|                                              | 四四廠 |      |      |      |      |      | 50   |      |      |      |      |      |      | 50         |
|                                              | 九十廠 |      |      |      |      |      |      |      | 450  |      |      |      |      | 450        |
|                                              | 六一廠 |      |      |      |      |      |      |      |      | 2113 | 2113 | 2113 | 2113 | 2113       |